# Ralph Roberts (Segler)
Ralph Hamilton Roberts, MBE, JP (* 26. September 1935 in Auckland; † 19. März 2023) war ein neuseeländischer Regattasegler.

## Werdegang
Ralph Roberts wurde bei den Olympischen Spielen 1960 in Rom Sechster in der Regatta mit dem Finn Dinghy. Sieben Jahre später gewann Ralph Roberts zusammen mit Geoff Smale WM-Silber im Flying Dutchman. Bei den Olympischen Spielen 1968 in Mexiko belegte das Duo in der Regatta mit dem Flying Dutchman den achten Rang. Roberts war mehrfacher neuseeländischer Meister und wurde 1984 Manager des neuseeländischen Nationalteams. Später wurde er Wettkampfrichter und war bei den Olympischen Spielen 1988 Teil der Jury. 1990 wurde er zum Chef de Mission für die neuseeländische Olympiamannschaft bei den Spielen 1992 in Barcelona ernannt.
Zwischen 1986 und 1989 war er Präsident der New Zealand Yachting Federation, ehe er von 2006 bis 2012 eine zweite Amtszeit im Vorstand von Yachting New Zealand innehatte und 2010 zum lebenslangen Mitglied ernannt wurde.
Ralph Roberts starb am 19. März 2023 im Alter von 87 Jahren.